# Дзержинская, Софья Сигизмундовна
Софья Сигизмундовна Дзержинская (урождённая — Мушкат; польск. Zofia Julia Dzierżyńska, z domu Muszkat; 4 декабря 1882, Варшава, Царство Польское, Российская империя — 27 февраля 1968, Москва) — деятель революционного движения в Польше и России. Жена Ф. Э. Дзержинского.

## Биография
Родилась в богатой польско-еврейской семье. С семи лет училась игре на рояле. Воспитывалась в частном детском саду, открытом её двоюродной сестрой Юлией Уншлихт. В девять лет осталась без матери. Окончила Варшавскую консерваторию. Член РСДРП(б) с 1905 года. Партийный псевдоним — Чарна. В том же году в Варшаве познакомилась с Ф. Э. Дзержинским. Партийную работу вела в различных городах Польши. В 1906 году арестована и заключена в варшавскую тюрьму.
В 1908 году — делегат 6-го съезда Социал-демократия Королевства Польского и Литвы (СДКПиЛ). Работала в Главном правлении СДКПиЛ.
В 1909 году была вновь арестована и отправлена в ссылку. В 1910 году вышла замуж за Феликса Дзержинского. В декабре того же года снова была арестована. Сына Яна родила в женской тюрьме «Сербия» в 1911 году. Была приговорена к лишению всех прав состояния и ссылке на вечное поселение в Восточную Сибирь. Перед отправкой по этапу в Сибирь передала сына на воспитание мачехе. Три года прожила в с. Орлинга.
В 1912 году бежала из ссылки по поддельным документам за границу. Была секретарём Бюро заграничных секций СДКПиЛ в Кракове. В начале Первой мировой войны уехала в Вену, но, не найдя там работы, переехала в Швейцарию.
После Октябрьской революции 1917 года работала секретарём эмигрантских касс в Швейцарии; в 1918 году — в Советском представительстве в Берне.
В 1919 году возвратилась в Советскую Россию; работала в Наркомпросе, в Польском бюро при ЦК РКП(б), в Коммунистическом университете национальных меньшинств Запада им. Мархлевского.
С 1924 года — ответственный секретарь Польского бюро агитпропотдела ЦК РКП(б). С 1929 года — научный сотрудник и ответственный редактор в институте марксизма-ленинизма в Москве.
С 1937 года работала в аппарате Исполкома Коминтерна. С 1941 года — руководитель польскоязычных передач на радиостанции им. Т. Костюшко.
С 1946 года — на пенсии. Жила в Кремле до 1961 года.
Автор воспоминаний «В годы великих боев» (1964).
Софья Сигизмундовна Дзержинская пережила мужа на 42 года и сына Яна на 8 лет (1911—1960). Умерла в 85-летнем возрасте в Москве в 1968 году. Похоронена на Новодевичьем кладбище.

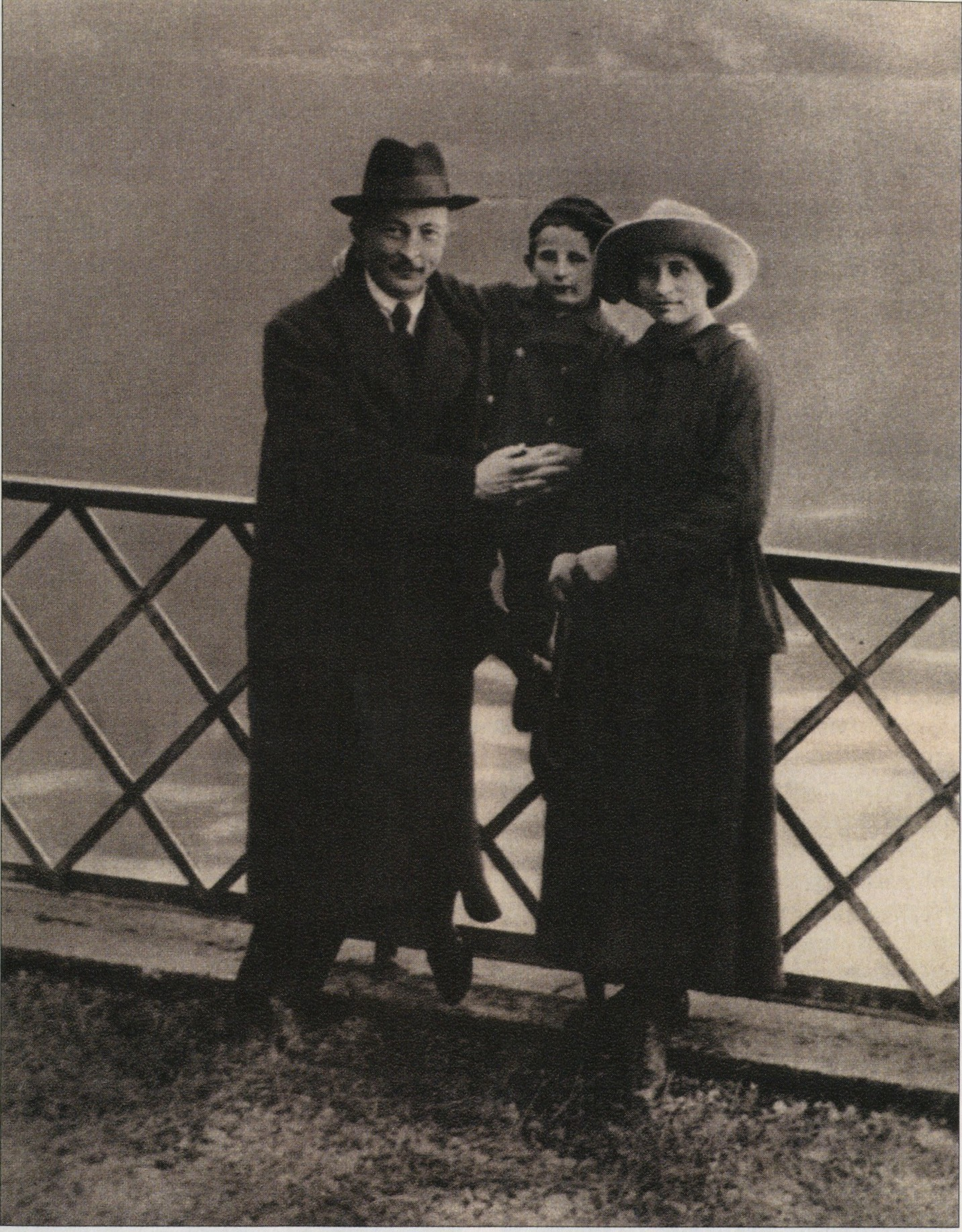
Софья Дзержинская с мужем и сыном в Швейцарии, 1918 год
Софья Дзержинская с мужем и сыном, 1924 год
Могила Софьи Дзержинской на Новодевичьем кладбище

## Награды
- 3 ордена Ленина (в том числе 06.07.1945; 23.12.1955)
- Орден «Знамя Труда» I степени (ПНР)
- Орден Трудового Красного Знамени.

## Источник
- Николай Зенькович. Самые секретные родственники. — М., ОЛМА Медиа Групп, 2005.